# Camille Kerger
Camille Kerger (født 9. februar 1957 i Redange, Luxembourg) er en luxembourgsk komponist, operasanger, trombonist, leder og musiklærer.
Kerger studerede komposition, sang og trombone på Musikkonservatoriet i Luxembourg by og ved konservatorierne i Metz og Mannheim og færdiggjorde sine sangstudier ved Musikhøjskolen i Düsseldorf. Han skrev orkesterværker, kammermusik, sange, operaer etc. Han var trombonist ved RTL Symfoniorkester og European Youth Orchestra. Kerger var senere tenor-operasanger med mange forskellige Symfoniorkestre Verden over. I 1996 var han stiftende medlem af Luxembourg´s National Teater, som han ledede indtil 2006. Han er nok mest kendt for sine operaer og sangværker.

## Udvalgte værker
- Mélusina (1995) - kammeropera
- Hr. Drago (1995) - opera for børn
- kogalskab (1999) - opera
- En måne af kogende mælk (2003) - opera